# La Roche Couverte
La Roche Couverte est une allée couverte située à Hénanbihen dans le département français des Côtes-d'Armor.

## Description
L'allée couverte est en partie ruinée. Sur les 30 blocs de quartzite et diabase qui la composent, quatorze sont encore en place, dont une table de couverture. Les tables sont toutes en quartzite. L'allée est orientée selon un axe nord-est/sud-ouest. Sa largeur interne est d'environ 1,80 m.
Le monument a été fouillé au XIXe siècle.